# ماني تابيا
ماني تابيا (بالإنجليزية: Manny Tapia) هو فنان قتال مختلط أمريكي، ولد في 14 مارس 1981 في ريفرسايد في الولايات المتحدة.

## وصلات خارجية
- ماني تابيا على موقع شيردوغ (الإنجليزية)
- ماني تابيا على موقع IMDb (الإنجليزية)